# Naw Bahar (huyện)
Naw Bahar là một huyện thuộc tỉnh Zabol, Afghanistan. Dân số thời điểm năm 1999 là  người.